# Jonathan Wright (giornalista)
Jonathan Wright (Briton, ottobre 1962) è un giornalista, saggista e traduttore inglese.
(Jonathan Wright)
Lavora come giornalista per la Reuters dal 1980 ed è ora capo ufficio al Cairo, responsabile per l'Egitto e il Sudan. Scrive Reno Gazette Journal.

## Biografia
Jonathan Wright ha studiato l'arabo e il turco presso l'Università di Oxford, e ha vissuto in Medio Oriente per più di 20 volte negli ultimi 30 anni, di cui in Egitto, Sudan, Libano, la Tunisia e il Golfo Arabico, e ha visitato la maggior parte dei paesi nella regione. È autore di molte traduzioni dall'arabo di articoli e saggi.
| Controllo di autorità | VIAF (EN) 100760374 · ISNI (EN) 0000 0000 7121 535X · LCCN (EN) no2009141098 · GND (DE) 1116977915 · J9U (EN, HE) 987007467464705171 |